# Qintār
Der Qintār (arabisch قنطار, DMG qinṭār), in europäischen Darstellungen auch als Kintar, Kantar oder Quantar bezeichnet, war ein in mehreren islamischen Ländern und im Mittelmeerraum benutztes Gewichtsmaß, das vom lateinischen Wort Centenarius (= „hundert enthaltend“) abgeleitet ist. Im altarabischen Gewichtssystem war es die Schwergewichtsstufe. Als Schwergewicht wird der Qintār auch schon im Koran (Sure 3:14, 75) erwähnt. Grundsätzlich gilt, dass 1 Qintār = 100 Ratl ist. Davon abgeleitet ist die im Levantehandel verwendete Gewichtseinheit Cantaro. In Ägypten ist die Gewichtseinheit heute noch als Qintār fulfulī gebräuchlich.
Leopold Carl Bleibtreu gibt das Gewicht des Qintār mit 57,818 kg an, doch fiel er in den einzelnen Ländern je nach Bemessung des Ratl sehr unterschiedlich aus.

## Ägypten
In Ägypten wurden drei Arten von Qintār unterschieden:
- Qintār fulfulī, Gewürz-Zentner. Er war hauptsächlich in Alexandria gebräuchlich und wog 45 kg. Heute gilt amtlich: 1 Qintār fulfulī = 44,928 kg.
- Qintār laithī. Dieses geht wahrscheinlich auf den ägyptischen Rechtsgelehrten Laith ibn Saʿd zurück und wog 62 kg.
- Qintār dscharwī = 96,7 kg.

## Syrien
In Damaskus wog der Qintār im Mittel 185 kg, im 17. Jahrhundert wurde er auf 150 osmanische Oqqa erhöht, was 192,4 kg entspricht. Eduard Döring macht für Damaskus folgende Angaben: g
- 1 Kantar = 100 Rotoli = 6000 Unzen
- 1 Rotolo = 400 Metikal = 600 Pesi = 1,785 Kilogramm = 3,174 türkische Rotolo.
- 1 Kantar = 178,5 Kilogramm.

In Aleppo und Hama hatte der Qintār einen Mittelwert von 228 kg.

## Jemen
Im Loheia (Hafenstadt im Jemen) entsprach der Qintār 5 Faranzala = 100 Rottel (schwere) = 46,13712 Kilogramm.

## Iran
Ein um 1440 verfasstes Werk bemisst den Qintār mit 30 Männ, Hinz schätzt ihn deswegen auf 57 kg.

## Kleinasien
Im Reich der Rumseldschuken und unter den Osmanen bestand der Qantār aus 100 Lodra zu je 176 Dirham und wog also 56,443 kg.

## Marokko
Man unterschied den gewöhnlichen, den Zoll- und den großen Kintar sowie nach Regionen.
- Fès 1 Kintar = 100 Artal = 50,802 Kilogramm
- Mogador 1 Kintar = 53,524 Kilogramm
- 1 Kintar-el-a rub = 75 Artal = 38,102 Kilogramm
- Asfi 1 großer Kintar = 125 Artal = 63,503 Kilogramm (für Fleisch, Butter, Früchte, Öl und Seife; auch Wachs und Eisen)
- Rabat, Salé 1 großer Kintar = 150 Artal = 76,203 Kilogramm
- 1 Zoll-Kintar = 45,311 Kilogramm (für Wolle, Öl, Kupfer, Leder)

Vergleich 5 großer Kintar (Rabatt, Salé) = 6 großer Kintar (Asfi)

## Gummihandel in Guinea
Der Handel mit Gummi war in Guinea
- 1 Kantar/Quantar[9] = 5 Gamellen = 979 Kilogramm[10]

Bei diesem Handel hatte der Begriff eine Doppelbedeutung. Kantar wurde das Gemäß bezeichnet, mit dem beim Beladen von Schiffen mit Gummi gemessen wurde. Wenn auch das Maß je Hafen und Schiff abweichen konnte, so hatte das Gemäß immer einen viereckigen Ausschnitt am Boden von etwa 1½ Pariser Fuß mal 1 Pariser Fuß. Ein Brett verschloss während des Befüllens mit Gummi den Boden. Ein sogenannter Ärmel aus Segelzeug reichte bis zum Schiffsboden und ließ dann nach Entfernen des Brettes die Ware gezielt in den Stauraum gleiten.

## Belege
1. ↑  Eduard von Zambaur: „Ḳinṭār“ in Enzyklopaedie des Islam. Brill, Leiden 1927. Bd. II, S. 1099a.
2. ↑  Leopold Carl Bleibtreu: Handbuch der Münz-, Maß- und Gewichtskunde und des Wechsel-Staatspapier-, Bank- und Aktienwesens europäischer und außereuropäischer Länder und Städte. Verlag von J. Engelhorn, Stuttgart 1863, S. 405
3. ↑  Hinz: Islamische Masse und Gewichte. 1970, S. 24f.
4. ↑  Eduard Döring: Handbuch der Münz-, Wechsel-, Maß- und Gewichtskunde. Verlag J. Hölscher, Koblenz 1862, S. 162
5. ↑  Hinz: Islamische Masse und Gewichte. 1970, S. 26.
6. ↑  Gustav Wagner, Friedrich Anton Strackerjan: Kompendium der Münz-, Maß-, Gewichts- und Wechselkurs-Verhältnisse sämtlicher Staaten und Handelsstädte der Erde. Verlag Teubner, Leipzig 1855, S. 275
7. ↑  Hinz: Islamische Masse und Gewichte. 1970, S. 26.
8. ↑  Hinz: Islamische Masse und Gewichte. 1970, S. 26.
9. ↑  Johann Georg Büsch: Johann Georg Büsch's sämtliche Schriften. Band 8, B. Ph. Bauer, Wien 1816, S. 233
10. ↑  Eduard Döring: Handbuch der Münz-, Wechsel-, Maß- und Gewichtskunde. Verlag J. Hölscher, Koblenz 1862, S. 215
11. ↑  Christian Noback, Friedrich Eduard Noback: Vollständiges Taschenbuch der Münz-, Maß- und Gewichtsverhältnisse. Band 1, F. A. Brockhaus, Leipzig 1851, S. 314